# Quercusia violacea
Quercusia violacea är en fjärilsart som beskrevs av Friedrich Wilhelm Niepelt 1914. Quercusia violacea ingår i släktet Quercusia och familjen juvelvingar. Inga underarter finns listade.